# Свети Атанасий (Авдела)
Вижте пояснителната страница за други значения на Свети Атанасий.
„Свети Атанасий“ (на гръцки: Αγίου Αθανασίου) е възрожденска православна църква в гревенското пиндско село Авдела, Егейска Македония, Гърция.
Църквата е гробищен храм, разположен в северозападния край на селото. Построена е в 1710 година. В архитектурно отношение е трикорабна базилика с дървен покрив, двуетажна женска църква и нартекс на запад. Североизточно от църквата има самостоятелна камбанария. В интериора има ценен дървен резбован иконостас, проскинитарии и икони. Изписана е от самарински зографи. Таванът е дъсчен, тип „баклава“ и в центъра му е изписан Христос Вседържител. Трите кораба са разделени от аркади. Светилището има три ниши, но само тази на апсидата е видна отвън.